# John Deere 8530
John Deere 8530 var fra 2006-2009 John Deere's flagskib blandt konventionelle traktorer. Da 8530'eren kom i 2006, var den verdens største konventionelle traktor med en vægt på 13 tons. 
Forgængeren hedder John Deere 8520 og efterfølgeren John Deere 8345R.
John Deere er varemærket for Deere & Company, en amerikansk virksomhed, der blandt andet fremstiller jordbrugsredskaber og -maskiner, entreprenørmaskiner, dieselmotor og plæneplejeudstyr.

## Tekniske data
- Motor: JD 6090 HRW, 6-cylindret turbodiesel, Common Rail [2]
- Motoreffekt: 258 kW (350 hk), 1.800 o/min
- Moment (max) ved 1600 r/min: 1451 Nm
- Transmission/hastighed: Trinløs, 0-40 km/t frem, 0-18 km/t bak.
- Maksimal hastighed 40,0 km/t
- Brændstoftank: 681 l.
- Kølesystem: 40 l.
- Vægt: 13.000 kg
- Længde: 5.590 mm